# Hypernaenia denticulata
Hypernaenia denticulata là một loài bướm đêm trong họ Noctuidae.